# Nitrato reduttasi (NAD(P)H)
La Nitrato reduttasi (NAD(P)H) è un enzima appartenente alla classe delle ossidoreduttasi, che catalizza la seguente reazione:
nitrito + NAD(P)+ + H2O ⇄ nitrato + NAD(P)H + H+
L'enzima è una flavoproteina ferro-zolfo e molibdeno.